# Polyptychon aus Lusina
Das Polyptychon aus Lusina (polnisch Poliptyk z Lusiny, englisch Polyptych of Lusina), ein spätgotisches, mit Gemälden und Reliefs dekoriertes Altarretabel aus einer unbekannten, wahrscheinlich kleinpolnischen (oder galizischen) Werkstatt, das nach 1510 entstand. Ursprünglich hatte der Altaraufsatz drei Schauseiten, die nach dem Öffnen der jeweiligen Flügelpaare zum Vorschein kamen. 1940 wurde das Polyptychon, das sich damals als Dauerleihgabe im Nationalmuseum in Krakau befand, von der Dienststelle Mühlmann beschlagnahmt. Nach dem Krieg kehrten nur die Flügel in das Krakauer Museum zurück, ohne den Altarschrein, ohne das Relief mit der Darstellung der Heiligen Familie, das den Altaraufsatz schmückte und ohne die flachgeschnitzte Tafel aus dem Altarflügel mit einer Szene aus dem Leben des Theophilus von Adana. Beide Teile des Retabels sind im Katalog der Kriegsverluste unter der Nummer 409 aufgeführt.

## Geschichte
Bis zur Mitte des 19. Jahrhunderts ist die Geschichte des Retabels unbekannt. Das Polyptychon aus Lusina wurde erstmals 1850 erwähnt. Damals wurde es im Rahmen von zwei Schenkungen – von Dr. med. Karol Soczyński (im Juli 1850) und von Józef Jerzmanowski (im November 1850) – an das Museum der Altertümer, das bei der Wissenschaftlichen Gesellschaft in Krakau betreiben wurde, übergeben. Zuvor, bis 1846, soll sich der Altaraufsatz in der Kapelle des Herrenhauses von Leopold und Wincenty Sroczyńscy, den Besitzern des Dorfes Lusina bei Krakau befunden haben.
1858 wurde der Altar auf der Ausstellung der Altertümer, die von der Krakauer Wissenschaftlichen Gesellschaft im Palast der Familie Lubomirscy (ul. św. Jana) in Krakau organisiert wurde, dem Publikum präsentiert. Aus dem Katalog dieser Ausstellung stammt die erste, von Karol Beyer geschossene Aufnahme des Polyptychons. Auf dieser Fotografie ist es geöffnet und nur die Reliefs sind erkennbar. Nachdem die Wissenschaftliche Gesellschaft ihre Tätigkeit eingestellt hatte, wurde das Retabel 1871 an die Krakauer Akademie der Wissenschaften und danach an das Nationalmuseum in Krakau übergeben. Das Werk gelangte in das Nationalmuseum als zwei Dauerleihgaben: 1891 erhielt das Museum die Außenflügel und 1938 den Schrein mit den Innenflügeln.
Zwischen 1858 und 1900 blieb die Form des Polyptychon unverändert. Dies wird durch eine Fotografie von Ignacy Krieger belegt, die das Werk während derselben Aufstellung wie die Aufnahme von Karol Beyer zeigt. Der technische Zustand des Polyptychons hatte sich jedoch verschlechtert. Aus diesem Grund wurde 1928 ein Restaurierungsprogramm erstellt, das eine neue Verstärkungskonstruktion für den Altarschrein sowie strukturelle und ästhetische Maßnahmen vorsah. Diese Arbeiten sollten von dem Maler und Restaurator Wiesław Zarzycki durchgeführt werden. Es ist jedoch nicht bekannt, ob und in welchem Umfang dieses Programm umgesetzt wurde.
Nach dem Ausbruch des Zweiten Weltkriegs, im Jahr 1940, wurde das Polyptychon von den Besatzungsmächten beschlagnahmt und in den Katalog der sichergestellten Kunstwerke mit der Nr. 247 aufgenommen. In dieser Zeit wurde das Retabel zweimal präsentiert: im Mai 1941 auf der Ausstellung Die Originalwerke auf der Veit Stoss-Ausstellung Krakau im Collegium Maius, dem Sitz des Instituts für Deutsche Ostarbeit, und dann 1942 auf der Ausstellung Altdeutsche Kunst aus Krakau und dem Karpatenland. Bei der zweiten Ausstellung, die am gleichen Ort wie die erste stattfand, konnten die Besucher nur die Reliefs vom linken Flügel mit Szenen der Entschlafung Mariens und der Legende des hl. Theophilus von Adana sehen. Zwischen den beiden Ausstellungen wurde das Polyptychon von Eduard Kneisl restauriert und anschließend vorbereitet um zerlegt aus Krakau abtransportiert zu werden. Ein Flügelpaar (vermutlich die Innenflügel) ohne Flachreliefs wurde zusammen mit den geschnitzten Dekorationen der Relieftafeln im Museumslager im Schloss auf dem Wawel-Hügel deponiert. Nach dem Krieg, im Jahre 1948, wurden drei der fünf Reliefs zurückgewonnen. Sie kamen aus dem Nationalmuseum in Warszawa. Es ist jedoch nicht bekannt, wo und in welchem Zustand die bemalten Außenflügel vor ihrer Rückgewinnung aufbewahrt wurden.
Nach ihrer Rückgewinnung wurden die Flügel des Polyptychons in den Jahren 1947–1948 erneut restauriert. Diese Arbeiten wurden von Mieczysław Gąsecki durchgeführt. Die erwähnten Schnitzdekorationen wurden 1963 gefunden, aber erst 1975 an den Tafeln befestigt. Im Krakauer Nationalmuseum werden auch Fialen, die vom Schrein dieses Polyptychons stammten, aufbewahrt. Die wiedererlangten, restaurierten und ergänzten Flügel des Retabels wurden in zwei Ausstellungen präsentiert Polska sztuka cechowa od XIV do XVIII w. (Polnische Zunftkunst vom 14. bis 18. Jahrhundert) im Nationalmuseum in Krakau und Sztuka cenniejsza niż złoto (Kunst kostbarer als Gold) im Schloss auf dem Wawel-Hügel. Heute gehören sie zu der Dauerausstellung alter Kunst im Palast des Bischofs Erazm Ciołek, einer Zweigstelle des Nationalmuseums in Krakau (ul. Kanonicza 17).

## Aussehen
Ursprünglich hatte das Polyptychon aus Lusina die Form eines Pentaptychons mit zwei beweglichen Flügelpaaren. Die ältesten Quellen aus der Mitte des 19. Jahrhunderts, die das Retabel dokumentieren, zeigen, dass heute weder die Bekrönung noch die Predella erhalten sind. Der liturgischen Funktion eines Flügelaltars folgend, wurde der Reichtum der Dekoration des Altars durch seine aufeinanderfolgenden Schauseiten abgestuft.

### Werktagsseite

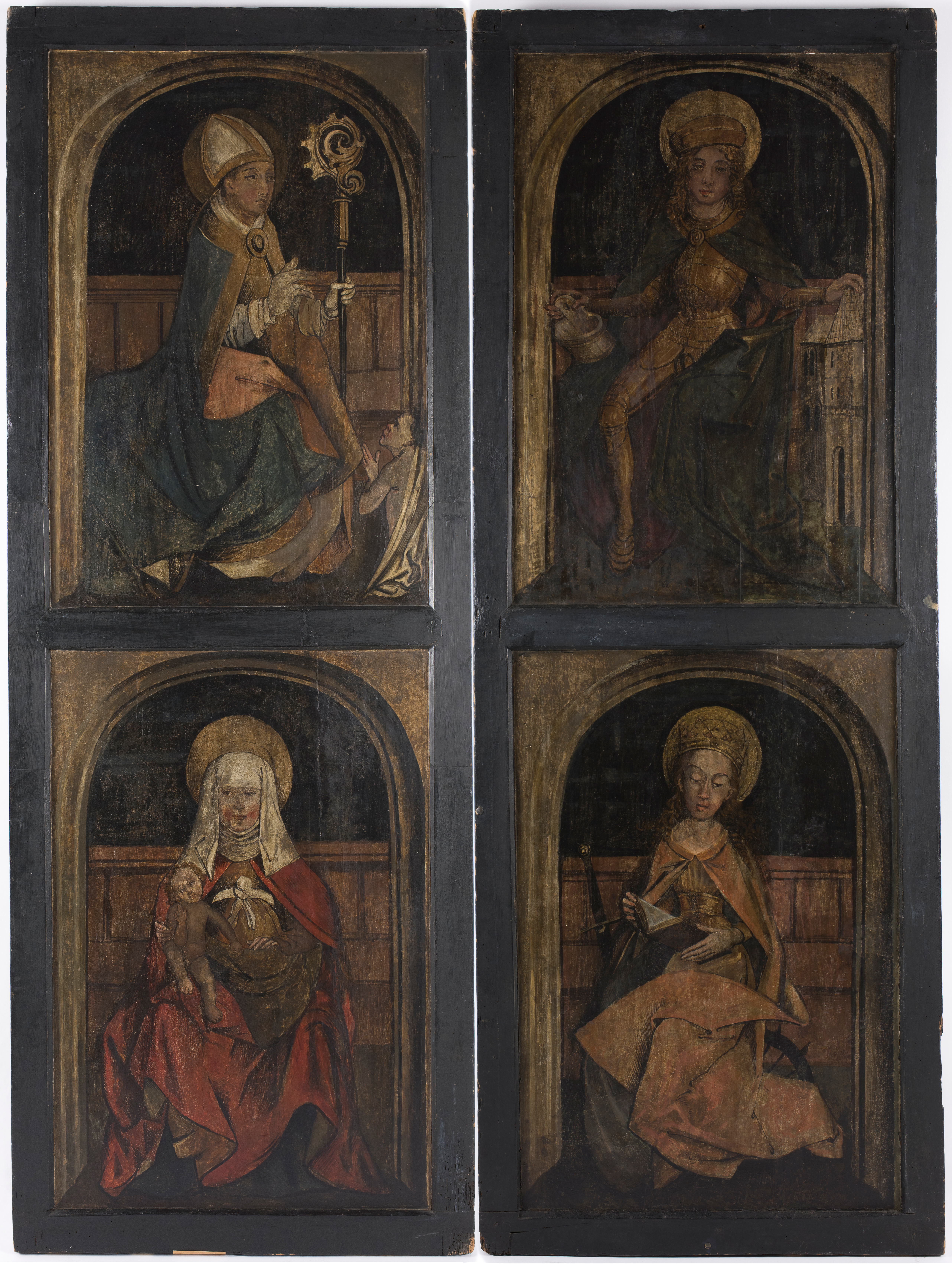
Polyptychon aus Lusina, Werktagsseite, polychromierte Tafeln

Der geschlossene Altar präsentierte ein Paar Außenflügel, die horizontal in obere und untere Tafeln unterteilt waren. Sie zeigten die Darstellungen folgender Heiligen: Stanislaus, Anna, Florian und Katharina. Der Erhaltungszustand dieser, in ihrer Form einfachen Gemälde, verhindert den Charakter dieser Malereien vollständig zu erkennen. Man kann jedoch feststellen, dass sie mit vergoldeten, für das bloße Auge unsichtbaren Nimbussen dekoriert waren. Der Abbau dieses Fragments ist wahrscheinlich mit der Einwirkung wechselnder klimatischer Bedingungen auf eine Malerei von geringer technischer Qualität verbunden.

### Sonntagsseite

Polyptychon aus Lusina, Sonntagsseite, polychromierte Tafeln

Nach dem Öffnen des ersten Flügelpaares erschienen zwei Reihen gemalter Passionsszenen, die mit glatten, vergoldeten und versilberten Flächen dekoriert waren. Die acht aufeinanderfolgenden Darstellungen folgender Szenen: Christus am Ölberg, Gefangennahme Christi, Christus vor Kaiphas, Christus vor Pilatus, Geißelung Christi, Dornenkrönung, Fall Christi unter dem Kreuz und Kreuzigung zeichnen sich durch eine ähnliche Ausdruckskraft aus, die durch starke Zeichnung und Kontraste zwischen dünnen und transparenten Malschichten und starken, in der Impasto-Technik ausgeführten Schichten zum Ausdruck gebracht wird. Sie sind sowohl in dynamischen Szenen wie Geißelung oder Dornenkrönung, als auch in statischen Darstellungen wie Christus am Ölberg oder Christus vor Kaiphas erkennbar. Die erstgenannten Tafeln sind „eng“ komponiert. Der oder die Maler erreichten den dynamischen Eindruck durch eine diagonale und kreisförmige Anordnung, durch perspektivische Verkürzungen und durch eine, in der Malerei der damaligen Zeit seltene Maßnahme, nämlich das Beschneiden der Szenen, um den Betrachter in das dargestellte Geschehen einzubeziehen. Mit Ausnahme der Szene Christus am Ölberg in der ein dritter Hintergrund dargestellt ist, der den erzählerischen Charakter dieser Darstellung unterstreichen soll, sind die Kompositionen auf das Geschehen im Vordergrund und manchmal auch im Hintergrund beschränkt. Bei allen Gemälden ist der Hintergrund vergoldet. Gold und Silber wurden auch verwendet, um die Nimbusse, Elemente der Rüstungen oder Gefäße zu dekorieren. Hierbei wurden solche grafischen Lösungen wie schwarze Linien einer Schraffur, die von weißen oder goldenen Liechtrefelxen unterstrichen werden (z. B. bei den Rüstungen, Kettenhemden oder Gefäßen) eingesetzt, um dreidimensionale Formen und Texturen zu erhalten.
Der Erhaltungszustand aller Gemälde weist auf weitgehende Beschädigung hin. Die in der Vergangenheit ausgewaschenen und übermalten Fragmente erschweren die ästhetische Wahrnehmung der Tafelbilder, die nach den bekannten grafischen Vorbildern aus dieser Zeit mit Darstellungen der Passion Christi von Hans Schäufelein und Lukas Cranach dem Älteren entstanden. Man kann annehmen, dass ein Teil der Lasuren dieser Gemälde nicht mehr vorhanden ist.

### Festtagsseite

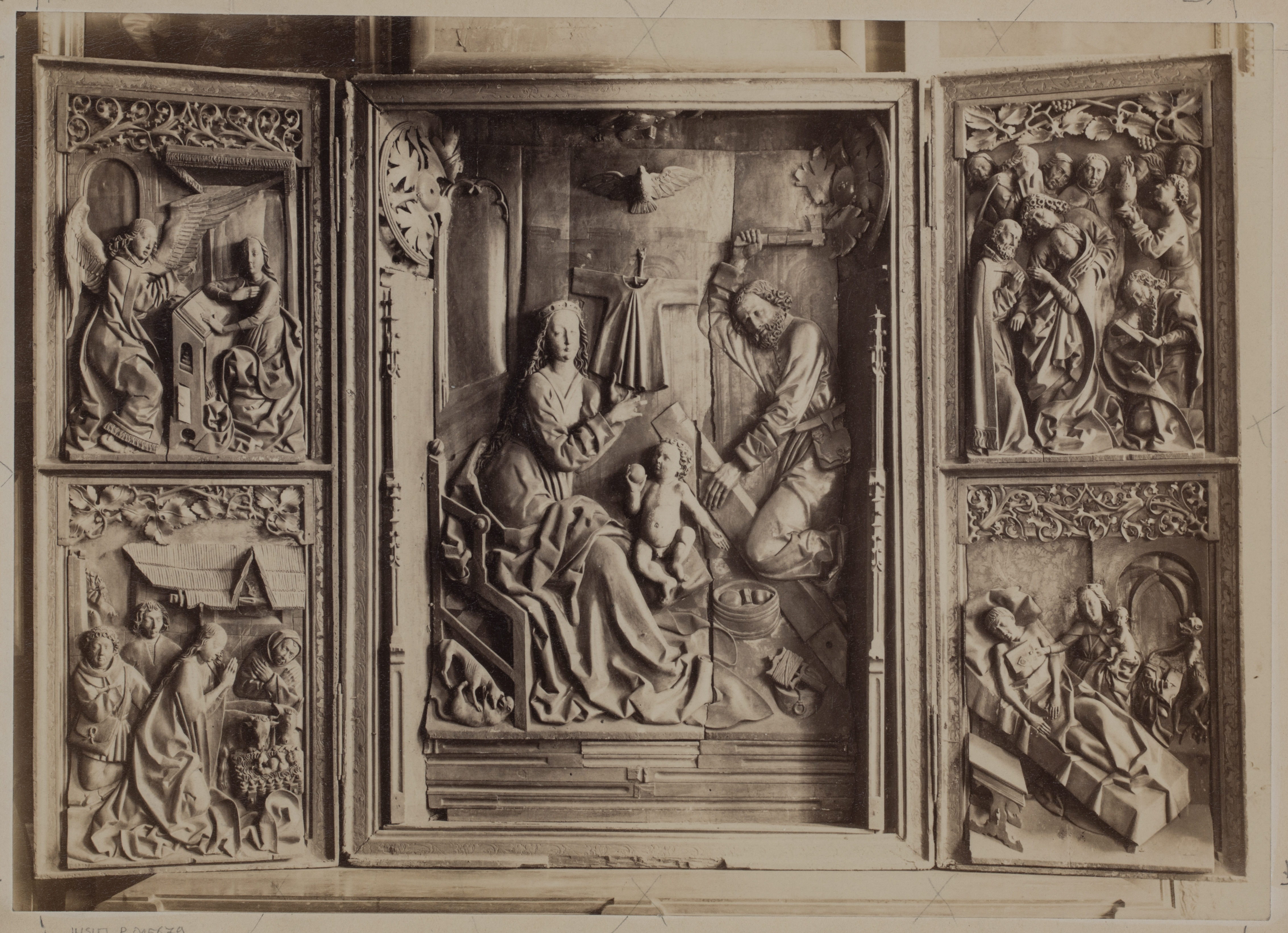
Polyptychon aus Lusina, Festtagsseite, Ignacy-Krieger-Institut, vor 1900, Fotobibliothek der Jagiellonen-Universität

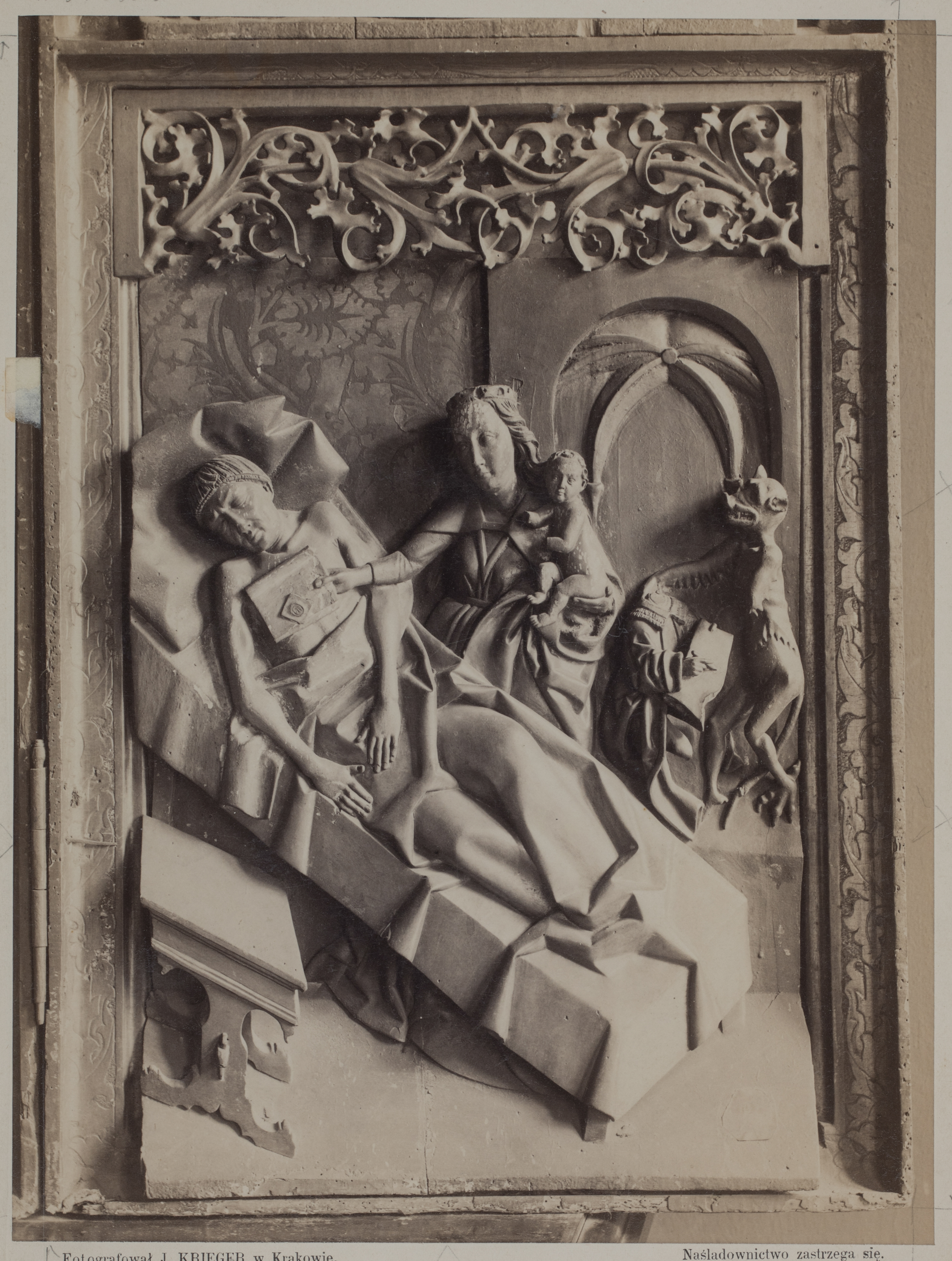
Polyptychon aus Lusina, Festtagsseite, Ignacy-Krieger-Institut, vor 1900, Fotobibliothek der Jagiellonen-Universität

Nach der Öffnung der Innenflügel kam die künstlerisch anspruchsvollste Schauseite des Altars zum Vorschein. Sie bestand aus fünf gefassten, vergoldeten und versilberten Reliefs mit den Darstellungen aus dem Marienleben. Ihre Kompositionen und Details lassen einen starken Einfluss der Kunst von Veit Stoß erkennen. In der Mitte des Altaraufsatzes befand sich eine große, kunstvoll ausgeführte, flachgeschnitzte Darstellung der Heiligen Familie. Jeder Flügel enthielt zwei Szenen aus dem Marienleben: Verkündigung, Geburt Christi, Marientod sowie eine Szene aus der Legende des hl. Theophilus von Adana.
Die erste Szene, die sich auf eine Graphik von Veit Stoß mit der Darstellung der Heiligen Familie bezog, zeigt Maria, die das Gewand Christi webt, das mittig angeordnete Christkind mit einem Apfel in der Hand sowie Josef bei einer Tischlerarbeit. In der Ecke, unter der Bank, auf der Maria sitzt, hat der Meister einen kämpfenden Hund und einen Affen dargestellt. Oben wird die Szene mit dem schwebenden Heiligen Geist in der Gestalt einer Taube abgeschlossen. Das Relief zeichnet sich durch hohes künstlerisches Niveau und, trotz des hieratischen Charakters der Darstellung, durch eine, in der Flachrelieftechnik gekonnt gezeigte Raumwiedergabe sowie durch die freie Gestaltung der Physiognomie der Figuren, der Anatomie des Kindes oder der Faltenanordnung der Gewänder aus. Interessant ist das ikonographische Motiv des Gewandes, das Maria für Christus webt. Die Tradition identifiziert es mit tunica inconsutilis, einer gewebten Tunika, um die Soldaten, die Christus gekreuzigt haben, losten.
Die vier kleineren Tafeln, die die Flügel schmücken, wurden schematischer geschnitzt. Das ikonografisch interessanteste ist das verlorene Relief mit der Legende des hl. Theophilus von Adana, das eine Szene zeigte, in der Maria dem Heiligen einen Vertrag zurückgibt, den dieser mit dem Teufel unterzeichnet hat. Sie folgte der Bitte des Heiligen, bekam den Vertrag vom Teufel zurück und rettete somit die Seele des Heiligen.

### Fragmente von Tafeln, Zustand 2018

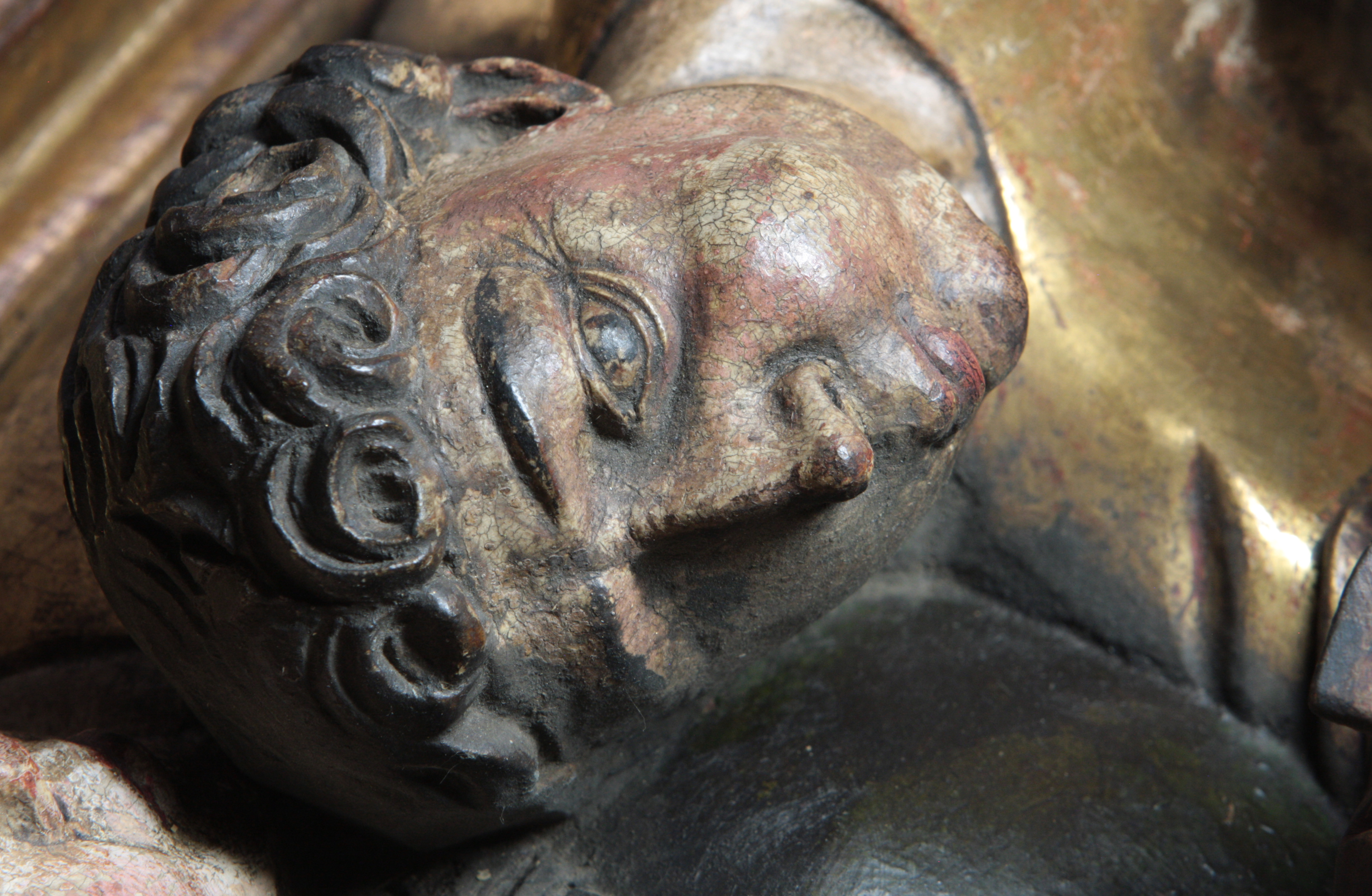
Polyptychon aus Lusina, offener Altar, fragment des reliefs der Tod Mariens, geschnitztes Holz, polychrom, vergoldet
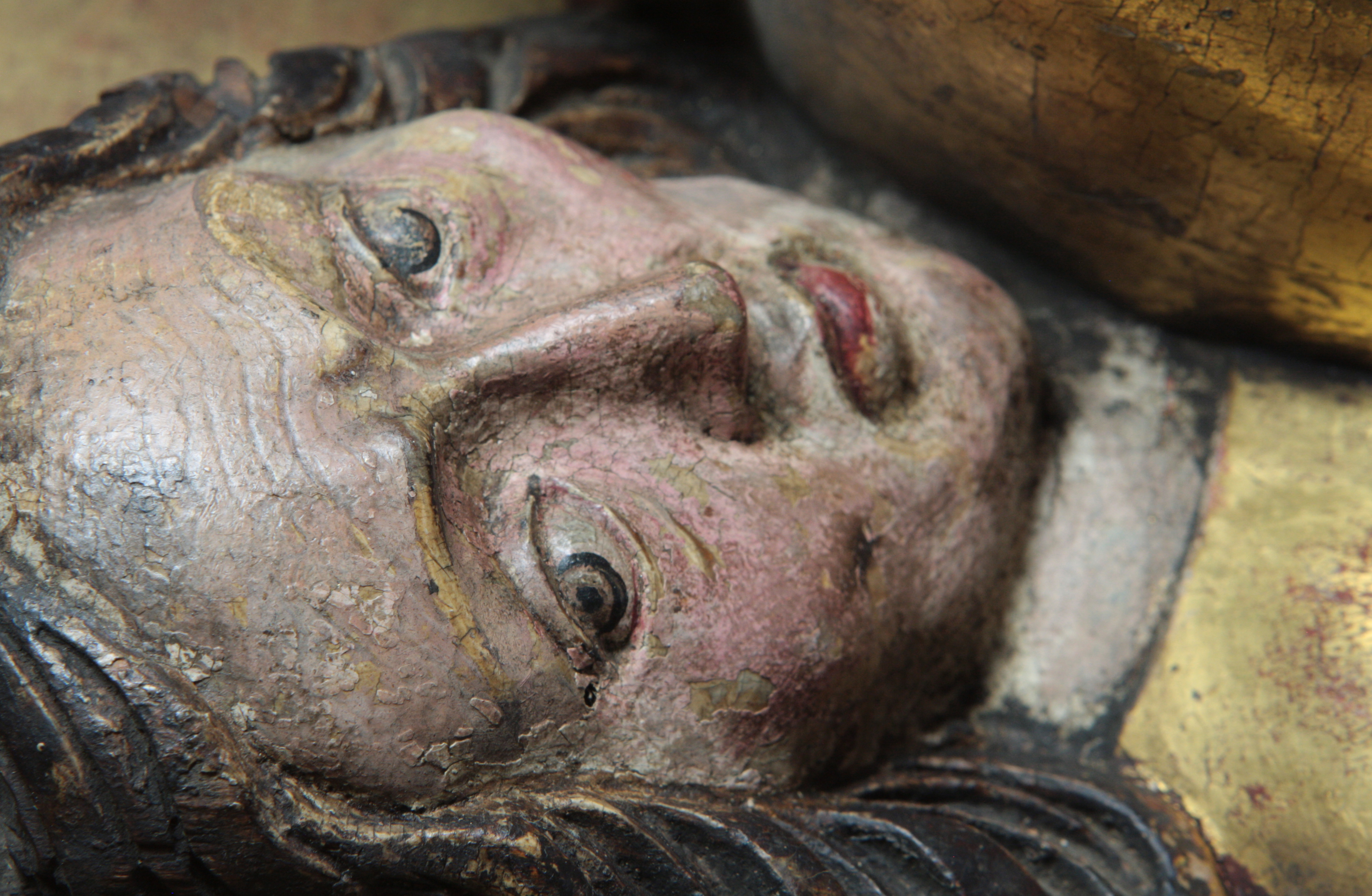
Polyptychon aus Lusina, offener Altar, fragment des reliefs der Tod Mariens, geschnitztes Holz, polychrom, vergoldet
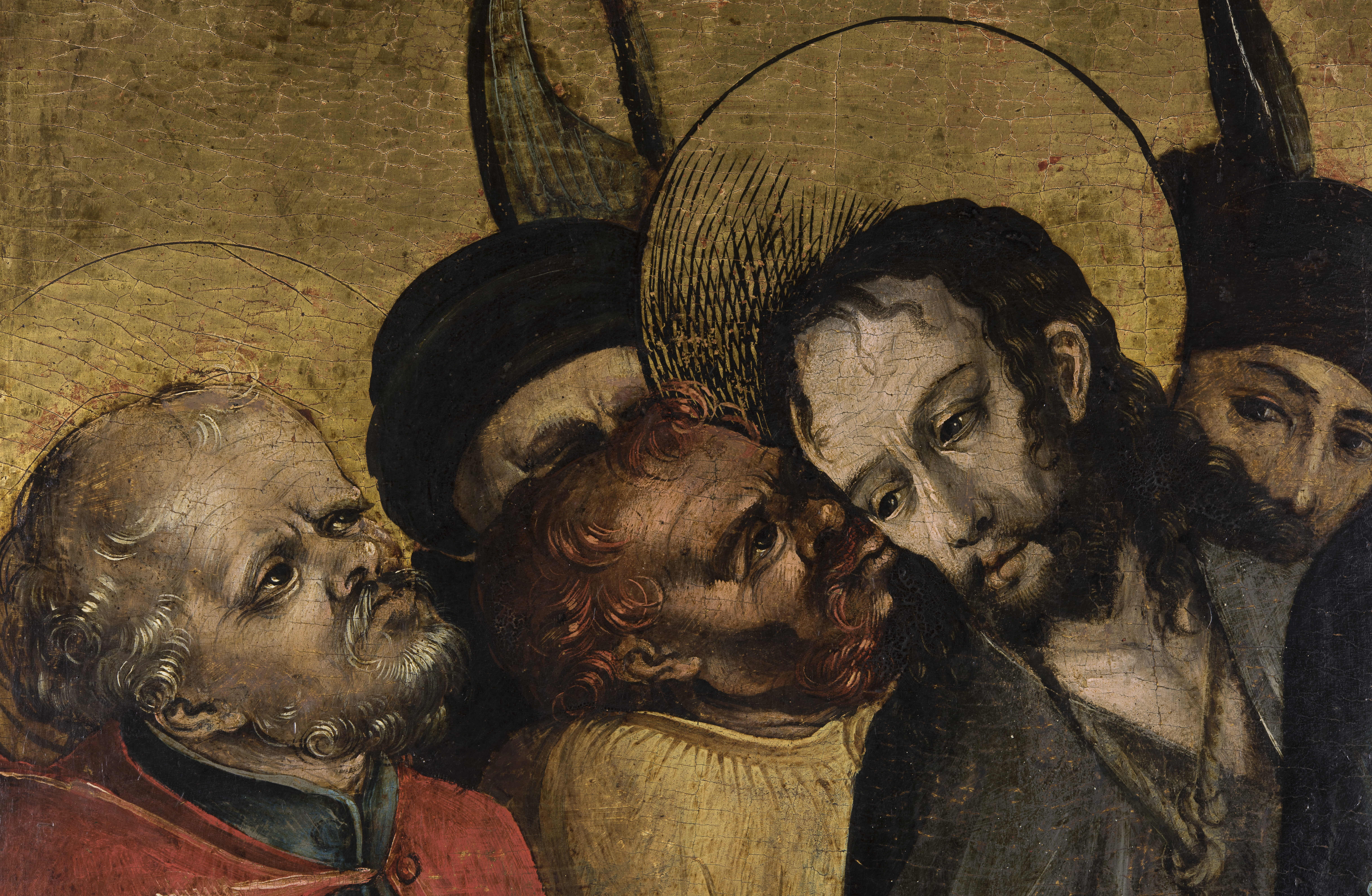
Polyptychon aus Lusina, Sonntagsseite, fragment von polychromierte Tafel: Der Kuss des Judas
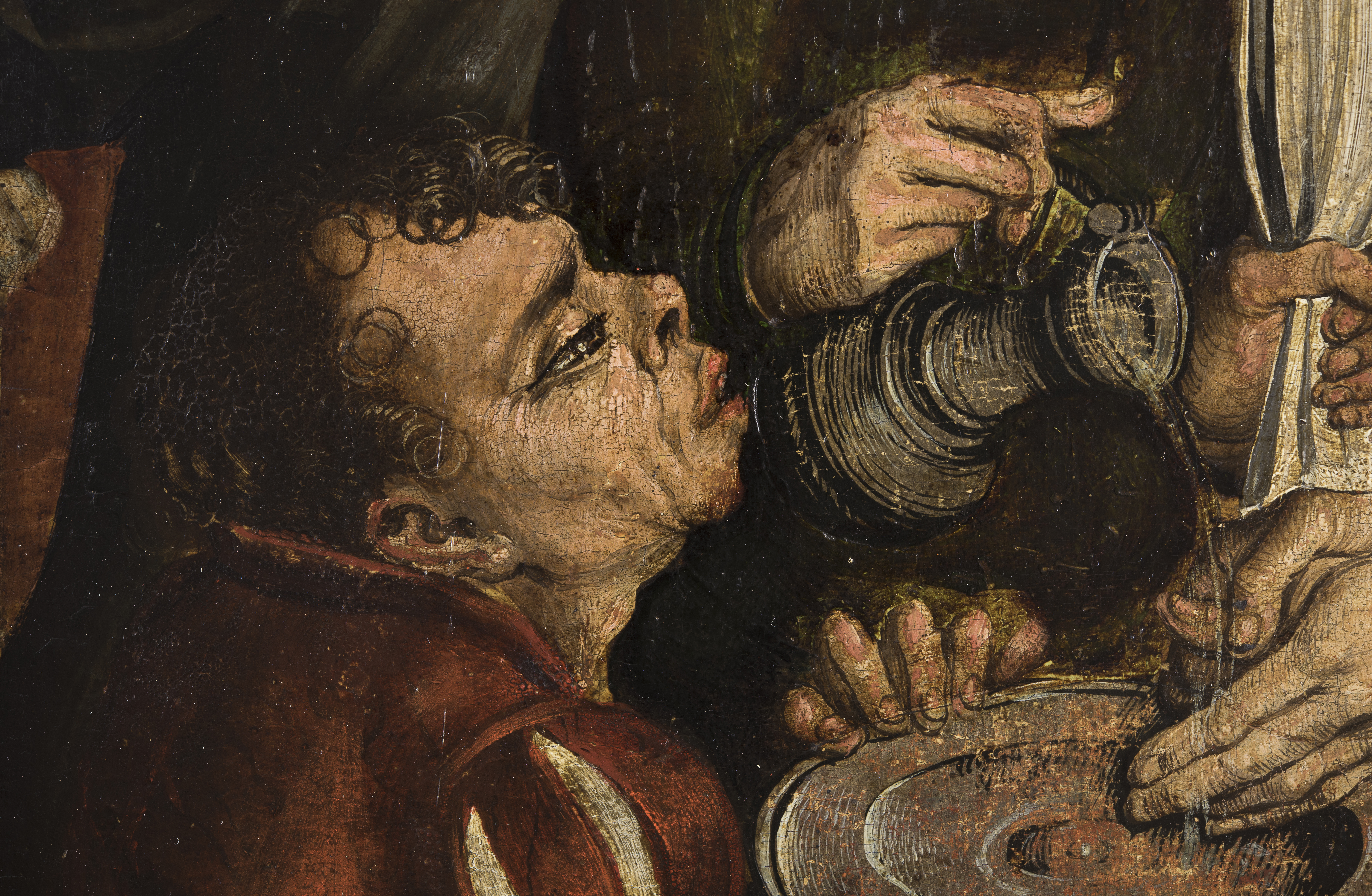
Polyptychon aus Lusina, Sonntagsseite, fragment von Tafel: Christus vor Pilatus
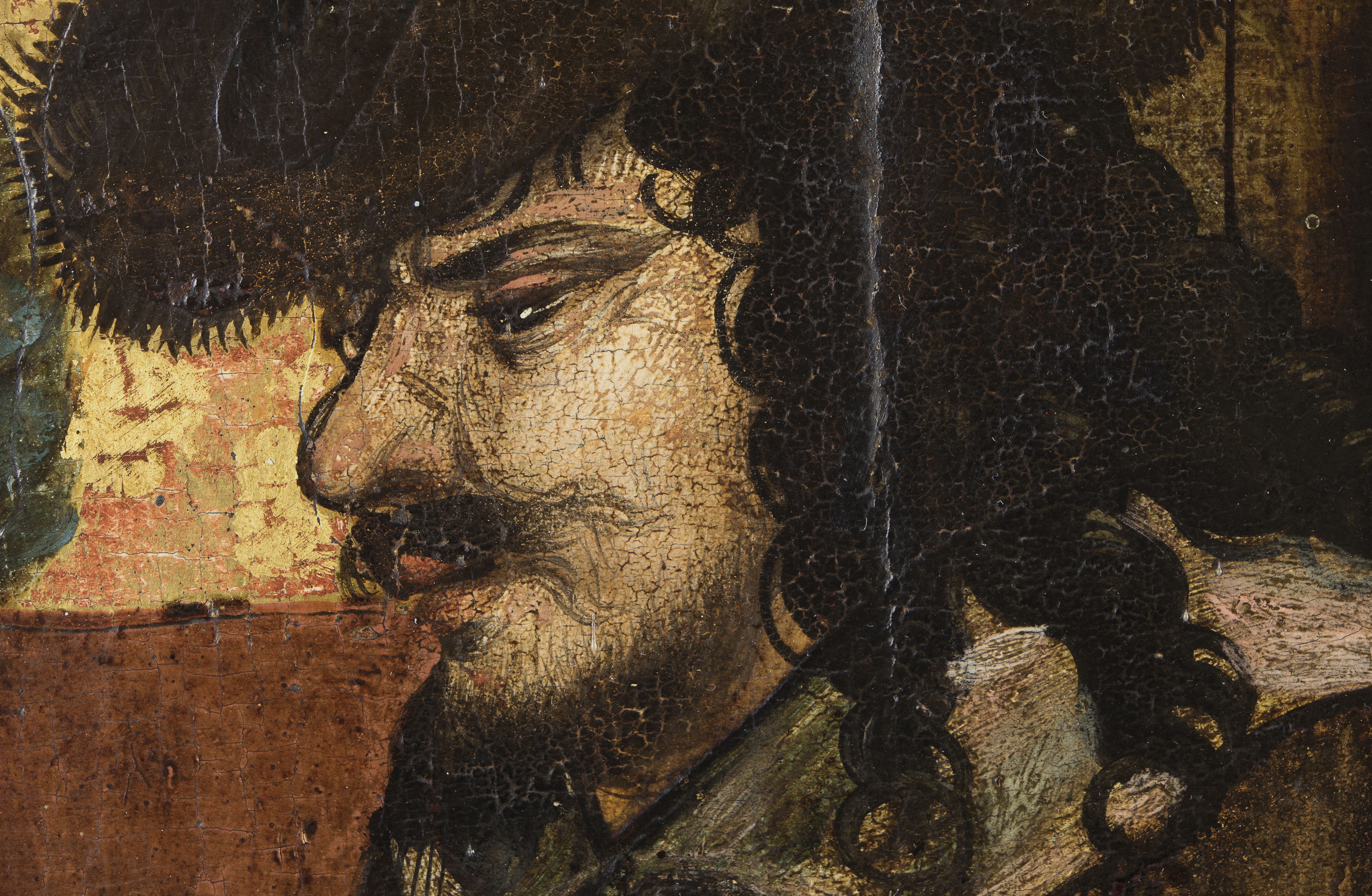
Polyptychon aus Lusina, Sonntagsseite, fragment von Tafel: Christus vor Pilatus
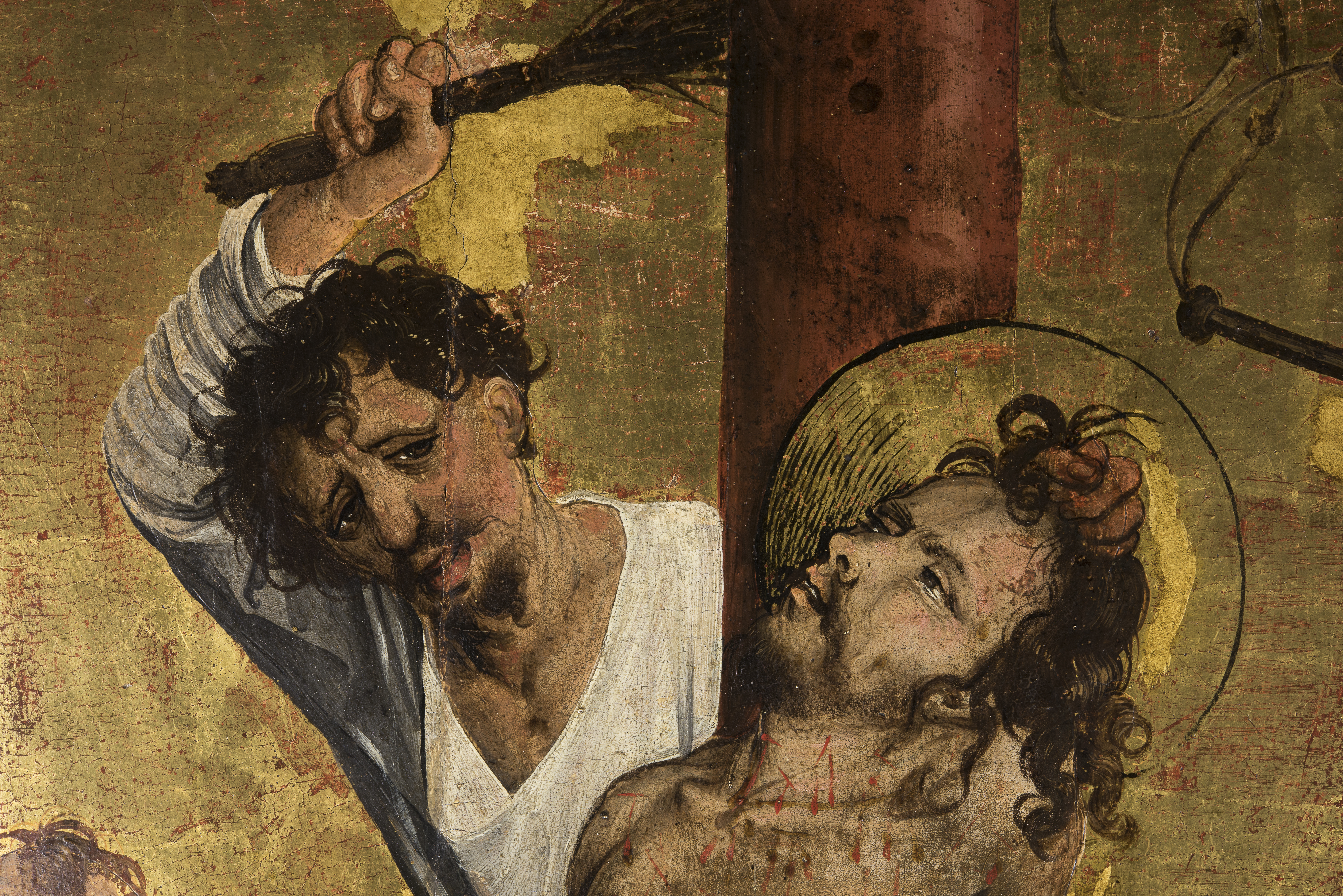
Polyptychon aus Lusina, Sonntagsseite, fragment des Abschnitts: Geißelung Christi